# Ideología de la SS

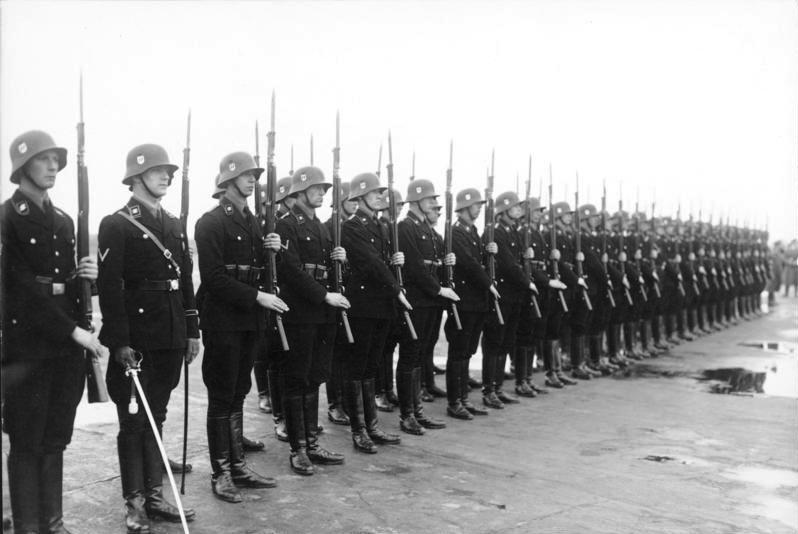
Soldados de la Leibstandarte SS Adolf Hitler en 1935

La ideología de la SS se refiere a los valores idealizados y motivaciones de la Schutzstaffel o 'escuadrón de protección' en alemán, más conocida como SS o Waffen-SS, una fuerza paramilitar e instrumento de terror del Partido Nacionalsocialista Obrero Alemán durante la Alemania nazi que enfatizaba unos valores de pureza racial, antisemitismo y lealtad extrema a la figura de Adolf Hitler y al régimen nazi.
Los miembros de las SS fueron adoctrinados en la creencia de que formaban parte de una «raza superior», la raza aria. Las SS jugaron un papel crucial en la violencia política y crímenes contra la humanidad perpetrados bajo el régimen nazi, incluyendo el Holocausto y la Aktion T4. Tras la derrota, tanto las SS como el partido nazi fueron declaradas organizaciones criminales durante los juicios de Nuremberg.

## Fundamentos ideológicos

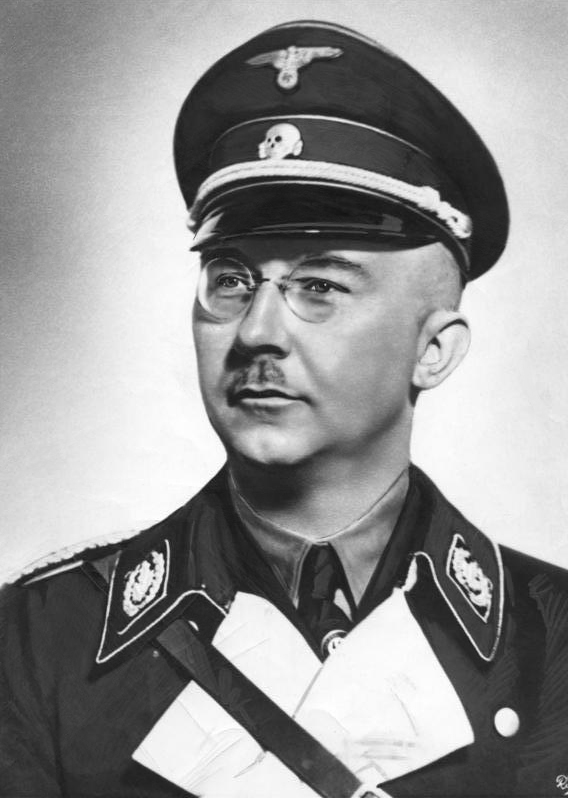
Heinrich Himmler con el uniforme negro de Reichsführer-SS.

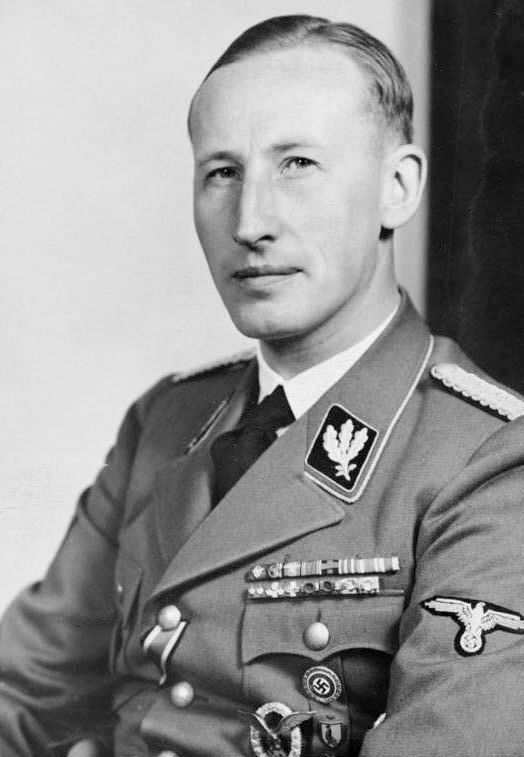
Reinhard Heydrich en 1940

La ideología de las SS se desarrolló de manera congruente con la ideología nazi en general. Su argumento esencial se asentaba en la convicción de la superioridad de la raza nórdica y la consiguiente inferioridad del resto de razas. Heinrich Himmler, quien desde 1929 ostentaba el máximo rango militar de las SS, Reichsführer-SS, concibió su estructura y funcionamiento como una organización jerarquizada de «guerreros ideológicos» que se constituyó en la institución central para la extensión de la ideología y creencias nazis, así como para su materialización efectiva en todos los territorios ocupados. La ideología de las SS comprendía la dimensión filosófica más importante del nazismo, aplicando a sus métodos elementos ontológicos, antropológicos y éticos bajo el disfraz de ciencia; moldeando la doctrina del Estado nazi y cristalizando ideales en dogmáticas verdades. Los principios y el pensamiento de las SS aportaron argumentos pseudocientíficos para la devaluación de la humanidad y justificaron ideológicamente la violencia y el genocidio nazi.
Las SS pusieron un intenso énfasis en un adoctrinamiento basado en el elitismo y se presentaron a sí mismas como herederas de los Caballeros Teutónicos o de organizaciones religiosas como los Jesuitas, cuya dedicación ciega a un fin superior era causa de admiración entre una clase dirigente manifiestamente anticlerical.
Aunque Himmler y otros dirigentes de las SS exigían repetidamente sobriedad dentro de sus filas, el alcoholismo fue un problema frecuente entre la tropa. Entre 1937 y 1938 más de 700 de sus miembros fueron expulsados por indolencia y pereza. Otros 12 000 abandonaron voluntariamente sus filas durante el mismo periodo por razones desconocidas, poniendo en tela de juicio el lema de la institución Meine Ehre heißt Treue ('Mi honor es lealtad').

## Adoctrinamiento
Los aspirantes a SS se sometían a un estricto programa de entrenamiento centrado en los principios ideológicos fundamentales del Partido Nazi: la creencia en la superioridad de la «raza nórdica», absoluta lealtad a Adolf Hitler y un profundo odio hacia las que consideraban «razas inferiores», con especial énfasis en un exacerbado antisemitismo a través del estudio de los pasajes más antisemíticos del manifiesto autobiográfico de Hitler, el Mein Kampf ('Mi lucha'), así como del Protocolos de los Sabios de Sion, un fraudulento libelo antisemita publicado en Rusia en 1903 que describía un supuesto plan de los judíos para la dominación mundial. Sus instructores se encargaban de inculcarles un sentimiento antirreligioso como parte del intento nazi de revertir el sistema de valores cristiano-burgués. El objetivo de este adoctrinamiento estaba claramente vinculado a la instauración de un sistema de selección racial cuyo fin último implicaba exterminar o establecer un sistema de reproducción selectiva para los miembros de determinadas etnias, en coordinación con el esfuerzo nazi de germanizar Europa y establecer una política de imperialismo racial en los territorios conquistados del este.
La adhesión total a la doctrina nazi era esencialmente un hecho entre los miembros de las SS. Pusieron especial empeño en desmarcarse desde un principio del resto de sus camaradas nacionalsocialistas y de ofrecer una imagen elitista que se reflejaba en detalles como su uniformidad, insignias o distintivos propios y exclusivos. La SS se retrató a sí misma como una orden de élite semejante a las órdenes religiosas, como los caballeros teutónicos o los jesuitas y cuya dedicación a una idea más elevada fue admirada en los sin embargo anticlericales círculos nazis. Sus máximas ideológicas hicieron hincapié en que el bien general era siempre prioritario a los intereses privados y que el individuo no era nada en comparación con el pueblo alemán en conjunto.
Los requisitos de admisión colectivos para las SS eran más estrictos que para el NSDAP. Si bien era suficiente dar una declaración jurada de la propia herencia «aria» y un  «pasaporte de ascendencia» (Ahnenpass) cuando se solicitaba la adhesión NSDAP, el ingreso en la SS requería el denominado «gran certificado de ascendencia» (Großer Abstammungsnachweis), que verificaba una ascendencia a través de registros eclesiásticos desde al menos el año 1800.

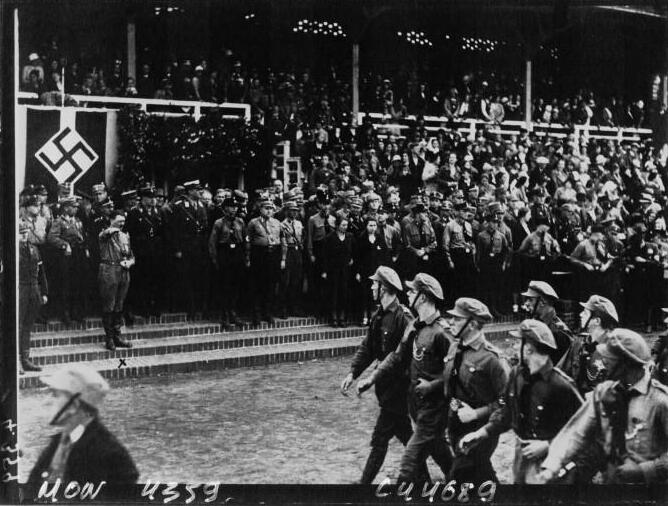
Desfile de las Juventudes Hitlerianas en Potsdam, 1932

La llegada del partido nazi al poder en Alemania en 1933 provocó un notable incremento en los alistamientos en las SS y con ello un aumento del adoctrinamiento ideológico. La Oficina de educación de la SS (SS-Schulungsamt), dirigida por Karl Motz, fue la encargada de 
llevar a la práctica ese programa de instrucción y para ello se publicaron dos revistas propagandísticas, la FM-Zeitschrift, de periodicidad mensual y financiada por 350 000 simpatizantes no adscritos a la SS y el semanario Das Schwarze Korps, que más tarde sería la segunda publicación por número de ejemplares de la Alemania nazi.
A comienzos de 1938 se intensificó el programa de adoctrinamiento ideológico de las Juventudes Hitlerianas que estableció el ideal del wehrbauer ('soldado campesino'). Se crearon institutos bajo el control de la SS para formar una sociedad agrícola de élite bajo las premisas de la ideología nazi y de los principios de Blut und Boden ('sangre y tierra'). La principal preocupación de Heinrich Himmler como líder de la SS era la de proteger su elitismo racial, sin embargo Reinhard Heydrich consideraba crucial el adoctrinamiento político a través de la creación de «detectives raciales», labor que le sería encomendada a la Sicherheitsdienst (SD) y que se ocuparía de descubrir y detectar a los potenciales enemigos del régimen nazi y la neutralización de cualquier fuerza opositora. La SD empleó toda su organización de agentes e informadores para asentar un estado gobernado por la SS y crear un régimen totalitario sin parangón.
El régimen disciplinario entre los miembros de la SS incluía una amplia variedad de medidas punitivas que incluían las reprimendas verbales, prohibición de usar el uniforme, detención, degradación, suspensión y expulsión; pero contrariamente a lo manifestado por varios miembros de la SS tras la derrota de 1945, en ningún caso este régimen disciplinario incluyó el ingreso en campos de concentración. A partir de junio de 1933 la SS contó con sus propias cortes de justicia para juzgar los delitos menores y crímenes cometidos por sus integrantes. El 17 de octubre de 1939 Himmler consiguió poner bajo su propia jurisdicción especial a todos los miembros de la SS. A partir de ese momento ninguno de sus miembros pudo ser juzgado en tribunales civiles ordinarios.

## Políticas raciales

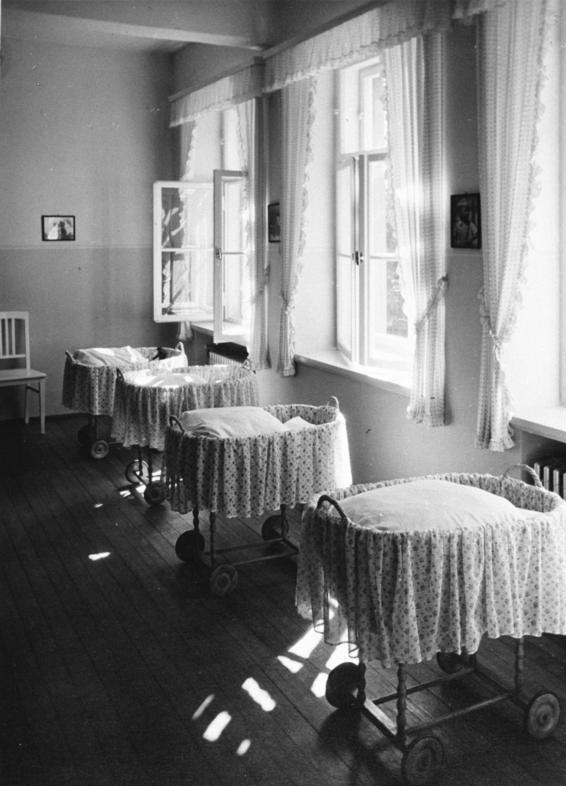
Lebensborn en 1936

Himmler alentó un elitismo racial acorde con las políticas raciales del Tercer Reich, para los miembros de la SS, que animaba a sus miembros a procrear para mantener y aumentar el linaje de la raza aria y crear una comunidad racial exclusiva (Sippengemeinschaft) dentro del estado Nazi:
«La SS es una orden militar nacionalsocialista de hombres de determinación nórdica y una comunidad de clanes conjurados... lo que queremos para Alemania es una clase dirigente que pervivirá durante siglos como producto de un proceso de selección, una nueva aristocracia renovada continuamente con lo mejor de los hijos y de las hijas de nuestra nación, una nobleza que nunca envejece y que perpetúa sus tradiciones desde tiempos remotos, representando la juventud de nuestra nación.»
Hitler suscribía esta visión y remarcó que la élite dirigente del futuro Estado nazi surgiría de la SS porque «solo en la SS se practicaba una selección racial». Las esposas de los miembros de la Schutzstaffel eran examinadas para valorar su «aptitud racial» y los matrimonios debían ser autorizados previamente a través de los canales oficiales. Según su ideología, los hombres de la SS eran portadores de lo mejor de la llamada sangre nórdica y fueron sus principios ideológicos y justificaciones académicas los que dieron forma a numerosas acciones y políticas nazis, fusionando el determinismo racial y el antisemitismo.
Se estableció una escuela de medicina en el pequeño pueblo de Alt-Rehse desde donde se alentó la práctica de una «higiene racial» centrada en mantener la integridad genética de Alemania (deutsche Erbströme). Los artículos de revistas médicas escritos por los intelectuales de la Schutzstaffel recalcaban la importancia de la herencia genética bajo el argumento de que «la biología y la genética eran las raíces a partir de las cuales la cosmovisión nacionalista ha derivado su conocimiento y de las cuales continúa obteniendo nueva fuerza».
Con la finalidad de preservar la herencia germánica, se fundó el instituto Ahnenerbe en 1935. En él se realizaron estudios históricos, arqueológicos y antropológicos que respaldaran desde un punto de vista científico la ideología de Himmler. Hasta el año 1939 este instituto trabajó en diversos estudios de variopinta relevancia, que iban desde la excavación del pueblo vikingo de Hedeby a la caza de brujas medieval, de las que Himmler creía que fueron aesinatos orquestados por la jerarquía católica para erradicar a las mujeres de pura sangre germánica. Tras el comienzo de la Segunda Guerra Mundial el Ahnenerbe se vio involucrado en los experimentos que costaron la vida a miles de prisioneros en los campos de concentración.

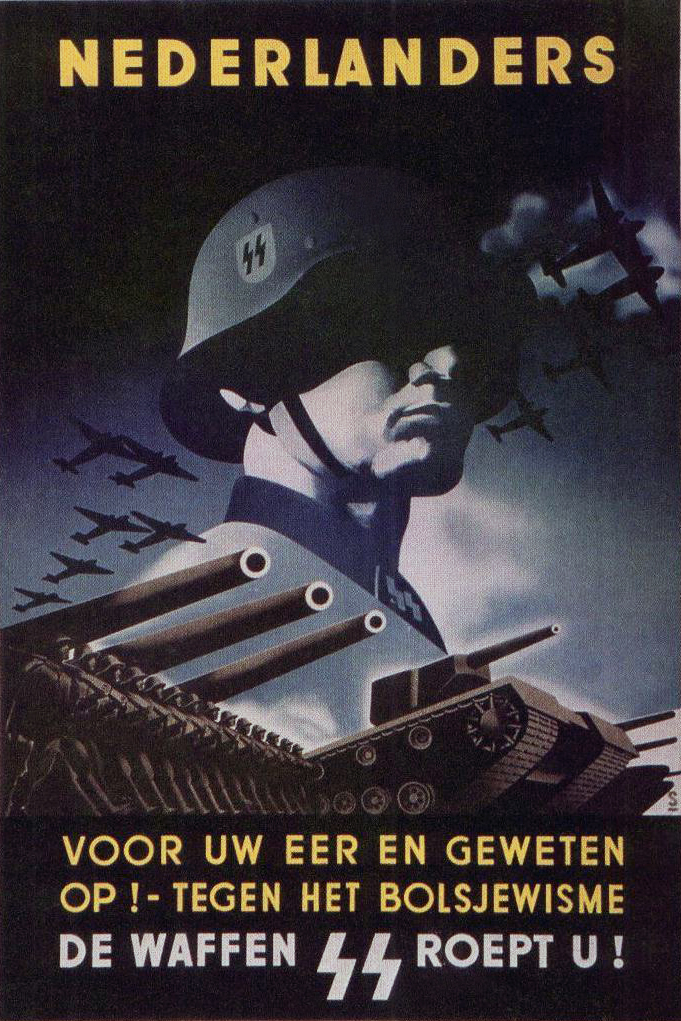
Cartel de reclutamiento en holandés

El temor a perder durante la guerra parte del patrimonio genético alemán debido a las bajas en el campo de batalla y al contacto de las tropas con otras razas, consideradas inferiores, motivó el aliento a la procreación que Himmler instauró entre los miembros de la SS casi como una obligación para preservar un legado genético ario que sostuviese el futuro Reich de los mil años. Este mandato tuvo un escaso éxito y así, a finales de 1938, el 43% seguían solteros, un 26% había tenido un único hijo y solo el 8% había alcanzado el objetivo oficial de tener al menos cuatro hijos. Anteriormente, en 1935, se creó el Lebensborn, una organización que proveía de hogares de maternidad y asistencia financiera a las esposas de los miembros de las SS y a madres solteras; asimismo, administraba orfanatos y programas para dar niños en adopción a familias de raza aria. El Lebensborn se expandió desde Alemania a la mayoría de los países ocupados en el norte y oeste de Europa, con instalaciones situadas en lugares remotos a fin de garantizar el anonimato de las mujeres. Al finalizar la guerra habían logrado entre 8000 y 11 000 nacimientos durante sus diez años de existencia.
La necesidad de cubrir las bajas de guerra, motivó que la SS comenzase a reclutar en sus filas a un gran número de soldados de origen no alemán a partir de 1940, pese a que hasta entonces eran considerados untermensch. Himmler intentó paliar esa clara contradicción con el argumento de una identidad europea compartida y con la promesa de permitirles vivir en el volk alemán a aquellos con sangre pura que se alistasen. Según el historiador Mark P. Gingerich, del millón de Waffen-SS que sirvieron durante la guerra, la mitad no eran ni siquiera ciudadanos alemanes.

## Actitud hacia la religión

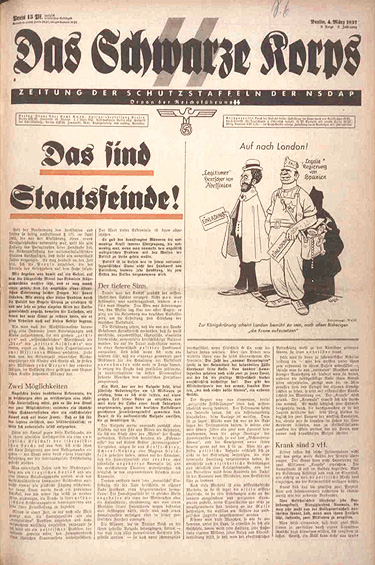
Cubierta de un ejemplar de Das Schwarze Korps del año 1937

Según el biógrafo de Himmler, Peter Longerich, la SS era un eslabón esencial para «actuar como vanguardia en la superación del cristianismo y la restauración de un modo de vida germánico», como parte de los preparativos para el conflicto entre «humanos» y «subhumanos».
Longerich afirma que si bien los enemigos declarados del nazismo eran los judíos y los comunistas, al vincular la descristianización con la re-germanización, Himmler había proporcionado a las SS un objetivo y propósito propio.. Himmler se oponía vehementemente a la moral sexual y a la misericordia cristiana, a los que veía como un obstáculo peligroso en la erradicación de las llamadas razas inferiores.. En 1937 dijo que el movimiento era una fase del conflicto final con el cristianismo y que era misión de la SS sentar unas bases ideológicas no cristianas sobre las cuales conducir y moldear la vida del pueblo alemán.
La SS programó una agenda anticlerical: no se permitieron en sus filas los capellanes castrenses, a pesar de que en el ejército regular (Wehrmacht) sí se toleraban. El Sicherheitsdienst ('Servicio de seguridad', SD), el departamento del SS y de la Gestapo bajo el mando de Reinhard Heydrich, asistió a otras organizaciones nazis en la supresión de la influencia católica en la prensa, clubes de juventud, escuelas, publicaciones, peregrinajes y procesiones.
Himmler utilizó para la Waffen-SS el modelo de la Compañía de Jesús bajo los principios centrales de absoluta obediencia y culto a la propia organización, de hecho Hitler se refería a su lugarteniente como «nuestro Ignacio de Loyola».
La SS, como orden militar que era, necesitaba una doctrina coherente que la diferenciase de los comunes estamentos militares y políticos del régimen. Esta ideología se construyó a partir de una interpretación pseudo-histórica germánica que rechazaba la imagen de Cristo por ser judío y rehusaba la doctrina básica del cristianismo y sus instituciones. En 1934 los miembros de la SS celebraron la «ceremonias del solsticio» (Sonnenwendfeiern) para incrementar el espíritu de equipo entre sus filas. En un memorándum del año 1936, Himmler estableció una lista de días festivos basados en precedentes paganos y políticos significativos, para separar a los miembros de la SS de la dependencia de las festividades cristianas. En un intento por reemplazar al cristianismo y sumergir a la SS en una nueva doctrina, se les dio la posibilidad de sustituir las ceremonias cristianas comunes, como los bautismos, bodas y entierros. Dado que las ceremonias se celebraron en pequeños círculos privados, se desconoce cuántos miembros de la SS optaron por este tipo de celebraciones.

### Rechazo de los preceptos cristianos
Muchos de los conceptos promovidos por la SS violaban la doctrina cristiana aceptada, pero ni Himmler ni su adjunto Heydrich esperaban que la iglesia cristiana apoyara su postura sobre el aborto, la anticoncepción o la esterilización de los incapaces y mucho menos su creencia común en la poligamia en aras de la raza. Sin embargo esto no implicaba la incredulidad en un poder superior de ninguno de los dos ni tampoco los disuadía en su búsqueda ideológica. De hecho el ateísmo fue prohibido dentro de las SS ya que Himmler creía que era una forma de egoísmo que colocaba al individuo en el centro del universo y, por lo tanto, constituía un rechazo al principio fundacional de la organización de valorar el colectivo sobre el individuo. Se pidió a todos los hombres de las SS que se clasificaran a sí mismos como protestantes, católicos o gottgläubig (creyente en Dios). Himmler prefirió la expresión de la espiritualidad neo-pagana, sin embargo, en 1938 solo el 21,9% de los miembros de la SS se describían como gottgläubig, mientras que el 78% seguían siendo protestantes y católicos. La creencia en Dios, sin embargo, no constituía una adhesión a la doctrina cristiana tradicional ya que fueron prohibidas ciertas organizaciones cristianas, como la Asociación Internacional de Investigación Bíblica o los Testigos de Jehová, duramente perseguidos por su pacifismo, su falta de participación en las elecciones y organizaciones nazis y la no observancia del saludo de Hitler y a la bandera nazi. Muchos de ellos fueron enviados a campos de concentración donde perecieron. Heydrich una vez bromeó de que toda la oposición al nazismo había surgido de «judíos o clérigos politizados».

### Doctrina neopagana

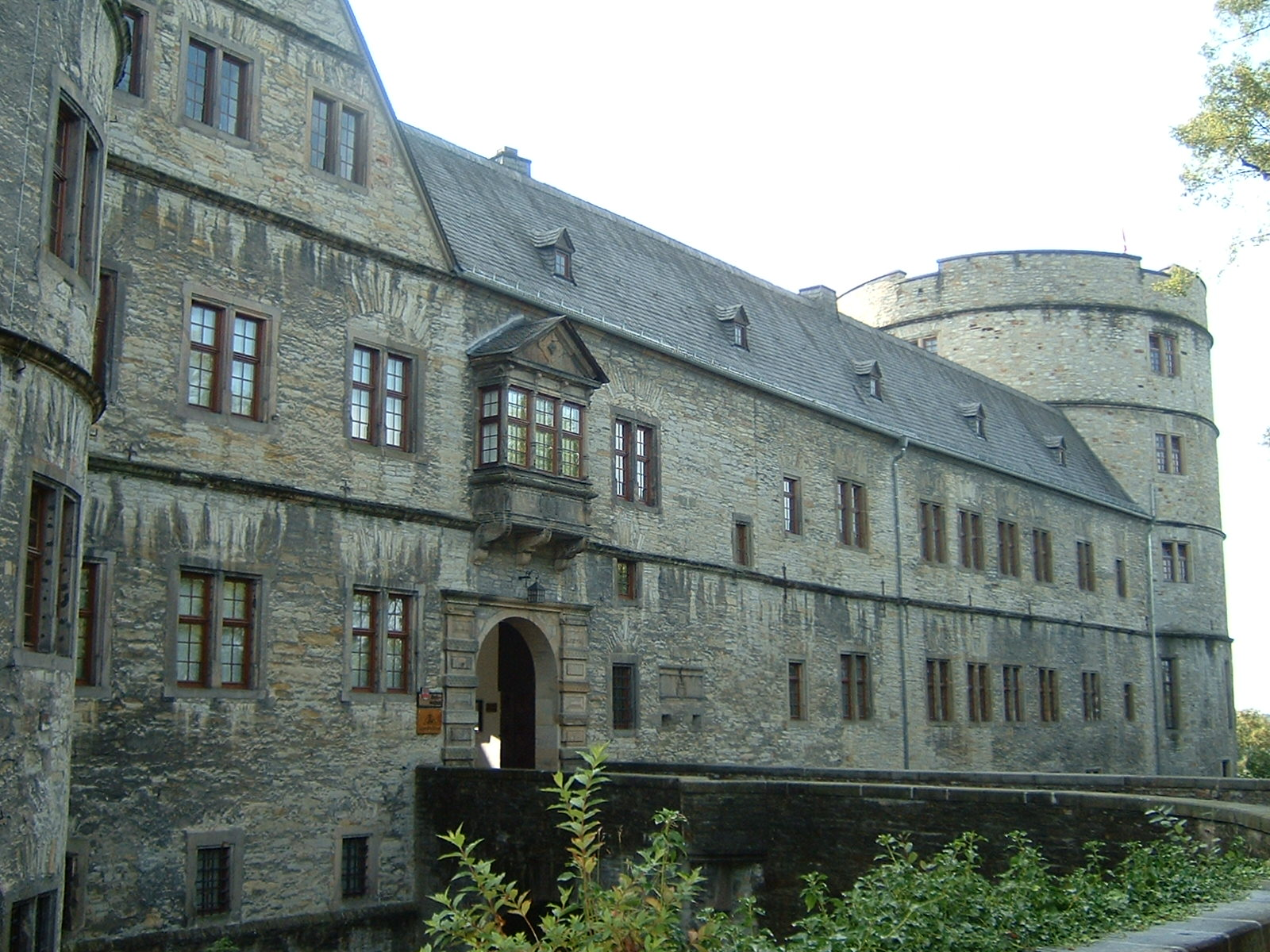
El castillo de Wewelsburg

Himmler estableció lugares de culto para promover sus ideas religiosas y enlazarlas con la llamada tradición germánica. Uno de los más importantes fue el castillo de Wewelsburg, cercano a Paderborn, que se arrendó en 1934 tras una visita de Himmler el año anterior durante la campaña de las elecciones de 1933. Previsto inicialmente para acoger una escuela de oficiales de la Schutzstaffel, acabó convirtiéndose en el centro ideológico de la SS y de la doctrina pseudo-germánica, tras varias reformas en las que se construyeron habitaciones especiales semejantes a criptas y una sala principal con una cruz solar en el suelo. También se construyó un memorial cerca de Verden, lugar de la masacre de Verden en el año 782, y se realizaron excavaciones en el campo de la batalla de Teutoburg para probar que los monjes cristianos habían destruido un sitio de culto germánico conocido como Irminsul durante la Edad Media. Otro lugar de culto fue la abadía de Quedlinburg, donde estaba enterrado Enrique I el Pajarero y cuyo mértio para Himmler era el haberse negado a ser ungido por un obispo romano.
Himmler también instituyó estos ritos para tratar de fomentar un sentido de pertenencia a una orden fraternal. Por ejemplo, cada año en el aniversario del Putsch de Múnich de 1923, los SS destinados en unidades militares juraban obediencia hasta la muerte ante Hitler en una ceremonia nocturna bajo la luz de miles de antorchas.
Estos intentos de establecer una nueva religión pagana no tuvieron éxito y aunque la SS nunca apoyó oficialmente la práctica religiosa cristiana, sus rituales fueron casi siempre tolerados y respetados. El historiador Heinz Höhne afirma que las costumbres neo-paganas introducidas por Himmler no fueron más que un «plan sobre el papel» y que el esfuerzo de vincular las viejas tradiciones teutónicas en la vida espiritual de los Waffen-SS fue muy criticado por la iglesia católica que lo veía como una forma de paganismo. Estas quejas de la iglesia motivaron que el propio Hitler y Alfred Rosenberg liquidasen este «culto absurdo».

## Cultura de la violencia

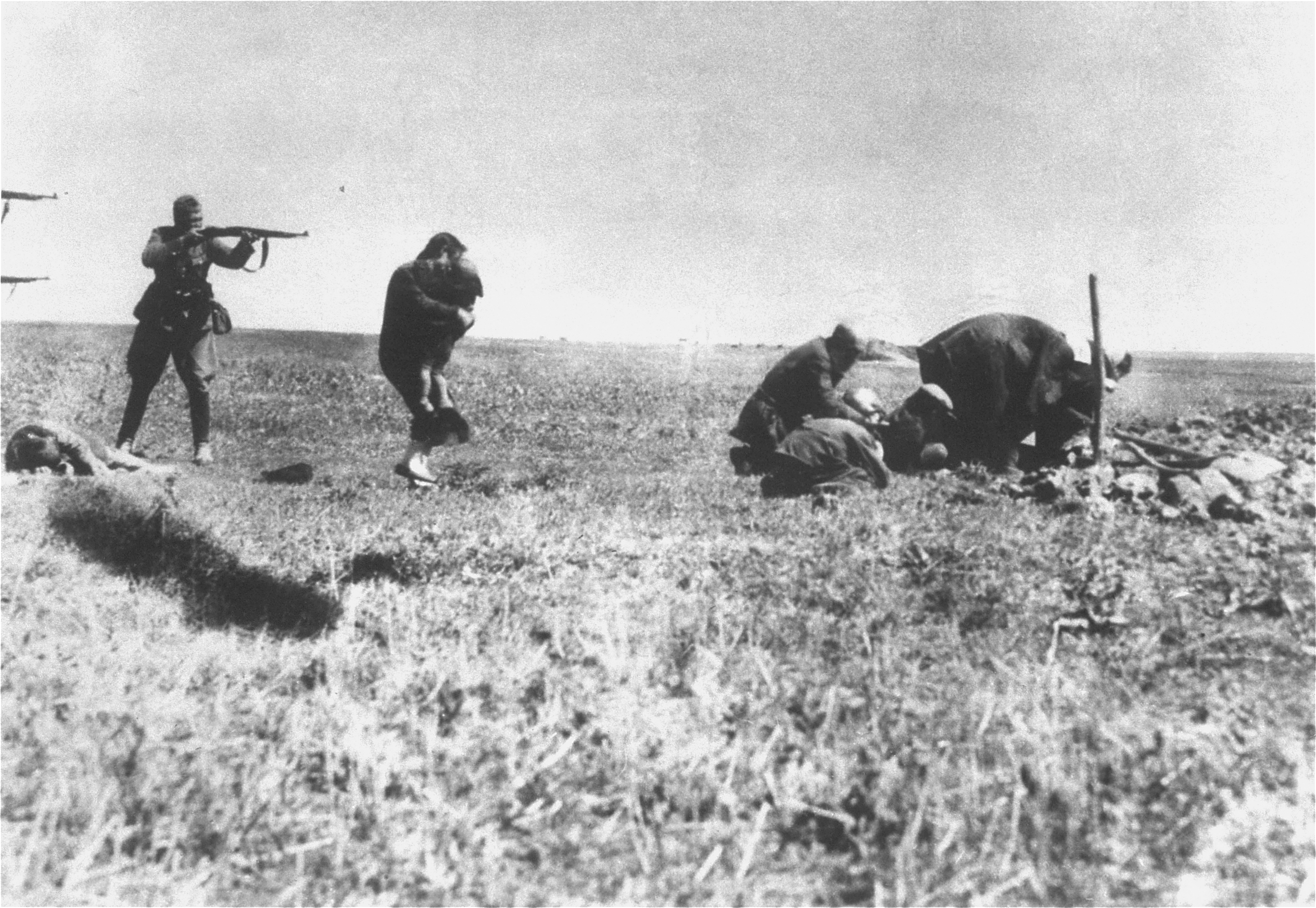
Ejecuciones de judíos por los Einsatzgruppen cerca de Ivanhorod, URSS.

La SS se levantó sobre una cultura de la violencia, exhibida de forma extrema por el asesinato en masa de civiles y prisioneros en el Frente Oriental. El historiador Hans Buchheim escribió que la mentalidad y valores inculcados a los hombres de la Schutzstaffel buscaban erradicar emociones como el amor o la bondad y fomentar la aversión para el inferior y el desprecio para cualquiera que no perteneciese a la SS; obediencia irreflexiva y un militarismo extremo en su papel de ser parte de una élite que luchaba para lograr una Alemania mejor.
Estos valores militares eran específicos del concepto de «soldado político» de la posguerra tras la Primera Guerra Mundial y se inspiraban en los Freikorps que renacieron por el descontento del estamento militar ante las condiciones impuestas en el Tratado de Versalles.
El libro de Ernst Jünger Krieg und Krieger, editado en 1930, sirve como una excelente introducción a las tradiciones intelectuales de las cuales surgió el ideal de la SS. Se proclamaba en él una «reorganización revolucionaria de la sociedad alemana, que debería ser dirigida por líderes heroicos que crearían un nuevo código moral basado en la idea de que en la vida regían las reglas del Darwinismo social». Afirmaba también que la culpa de la derrota alemana en la Primera Guerra Mundial recaía sobre la «insuficiente movilización espiritual» y que los requisitos para ganar la próxima guerra pasaban por tener unos líderes heroicos dispuestos a hacer lo que fuese necesario para lograr la victoria sin reparar en convecionalismos morales.
Se fomentó así entre las filas de los SS una mentalidad de violencia, dureza, un espíritu de lucha hasta la muerte y un estado de permanente presteza para cumplir cualquier orden por ardua o cruel que fuese. La victoria a cualquier precio y la lealtad inquebrantable, materializada en el lema Meine Ehre heißt Treue ('Mi honor es la lealtad') se convirtieron en virtudes supremas.

## Ideología de genocidio

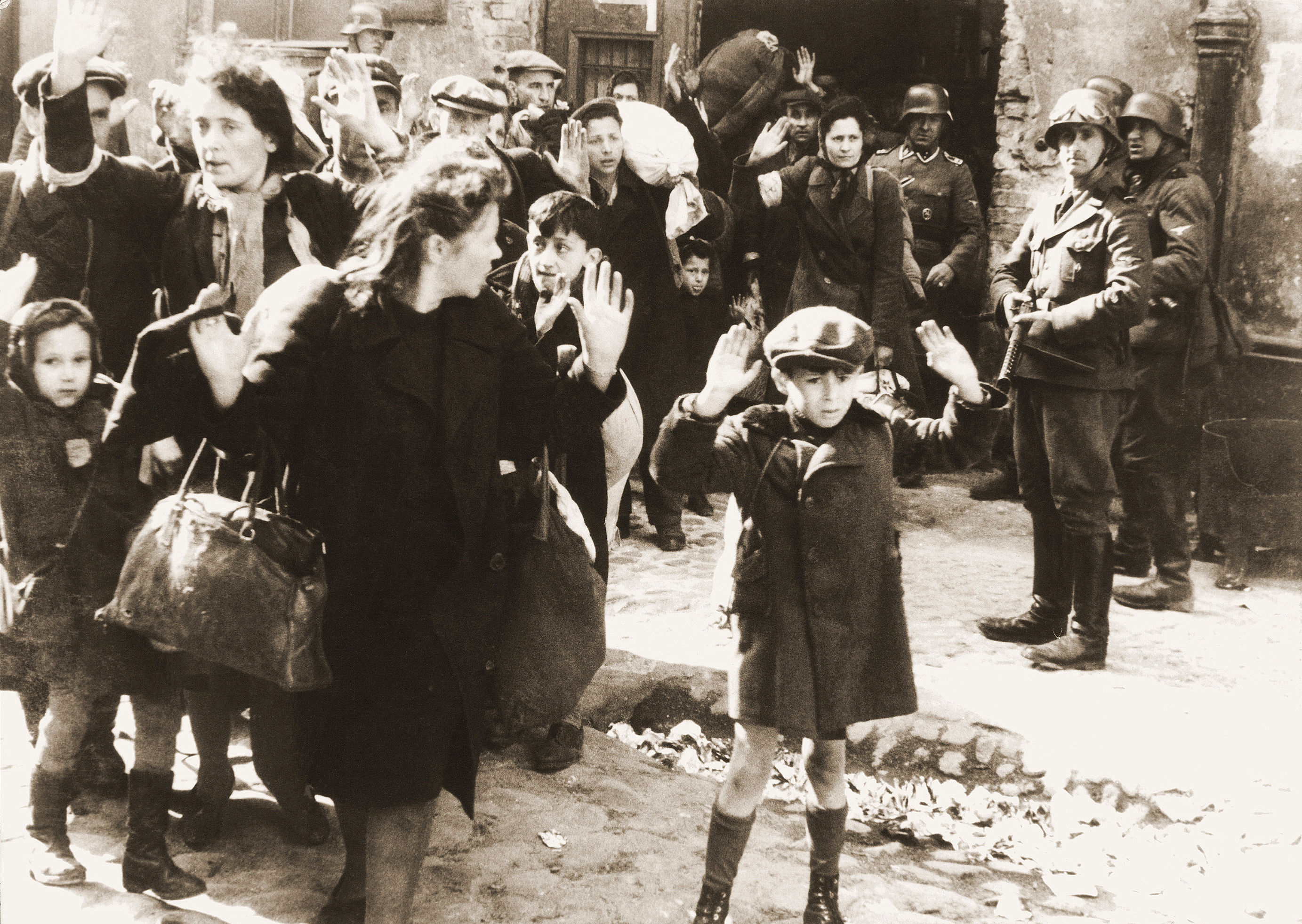
Foto del informe de Jürgen Stroop sobre la liquidación del Gueto de Varsovia en mayo de 1943.

El racismo inculcado a los miembros de la SS proporcionó una armadura mental para los asesinos en masa. Cuando Himmler visitó Minsk y fue testigo de una ejecución de 100 personas, pronunció un discurso a los verdugos en el que enfatizaba la necesidad de acallar la conciencia ya que «los soldados...  debían cumplir cualquier orden incondicionalmente». Esta obediencia incondicional y la sumisión total a la autoridad representaban los fundamentos ideológicos para combatir a los enemigos del partido. Los SS que participaron en la invasión de los países de Europa oriental y de la Unión Soviética escribieron sobre su «gran servicio para salvar a la civilización occidental de ser invadida por el comunismo asiático».
Un panfleto de reclutamiento de la Waffen-SS advertía a los candidatos que responder a la llamada significaba estar especialmente ligado a la ideología nacionalsocialista, una doctrina que implicaba tanto una batalla ideológica como una lucha racial contra los «subhumanos» (Untermenschen), acompañada por una brutalización de la guerra sin precedentes hasta ese momento. La participación en la repulsiva tarea de involucrarse psicológicamente en los asesinatos en masa fue un rito de iniciación que mostraba cómo los miembros de la SS habían asimilado la doctrina nazi y fue también parte de la retórica de la legitimación que dio sentido a sus actos de exterminio y los habituó a una ideología del genocidio.
Los escuadrones especiales conocidos como Einsatzgruppen se usaron para el exterminio a gran escala y el genocidio de judíos, gitanos y comunistas en los territorios ocupados. El 17 de junio de 1941 Heydrich informó a los líderes de los Einsatzgruppen y sus unidades subordinadas sobre la política general de erradicar a los judíos de las tierras soviéticas. Walter Blume, miembro de la Sicherheitsdienst, el servicio de inteligencia de la SS, declaró más tarde que Heydrich llamó a los judíos orientales el «reservorio de los intelectuales para el bolchevismo» y que «la dirección del estado sostenía la opinión de que debían ser exterminados».
Los Einsatzgruppen se complementaron en esta tarea con la Ordnungspolizei ('Policía del orden'), especialmente creada a tal fin con personal reclutado en Alemania y en los territorios ocupados, que fue adoctrinada por la SS para participar en asesinatos masivos. Un miembro de la Ordnungspolizei, Kurt Möbius, testificó durante un juicio en la posguerra que la propaganda de la Schutzstaffel les había inculcado la idea de que «los judíos eran criminales y subhumanos y que eran los responsables del declive de Alemania tras la Primera Guerra Mundial», de modo que la simple idea de rehusar tomar parte en su exterminación ni siquiera se le había pasado por la mente. El oficial SS Karl Kretschmer escribió en una carta a su familia que «se veía a sí mismo como un representante de una cultura avanzada que luchaba contra un enemigo primitivo y bárbaro por el que no sentía ninguna empatía».

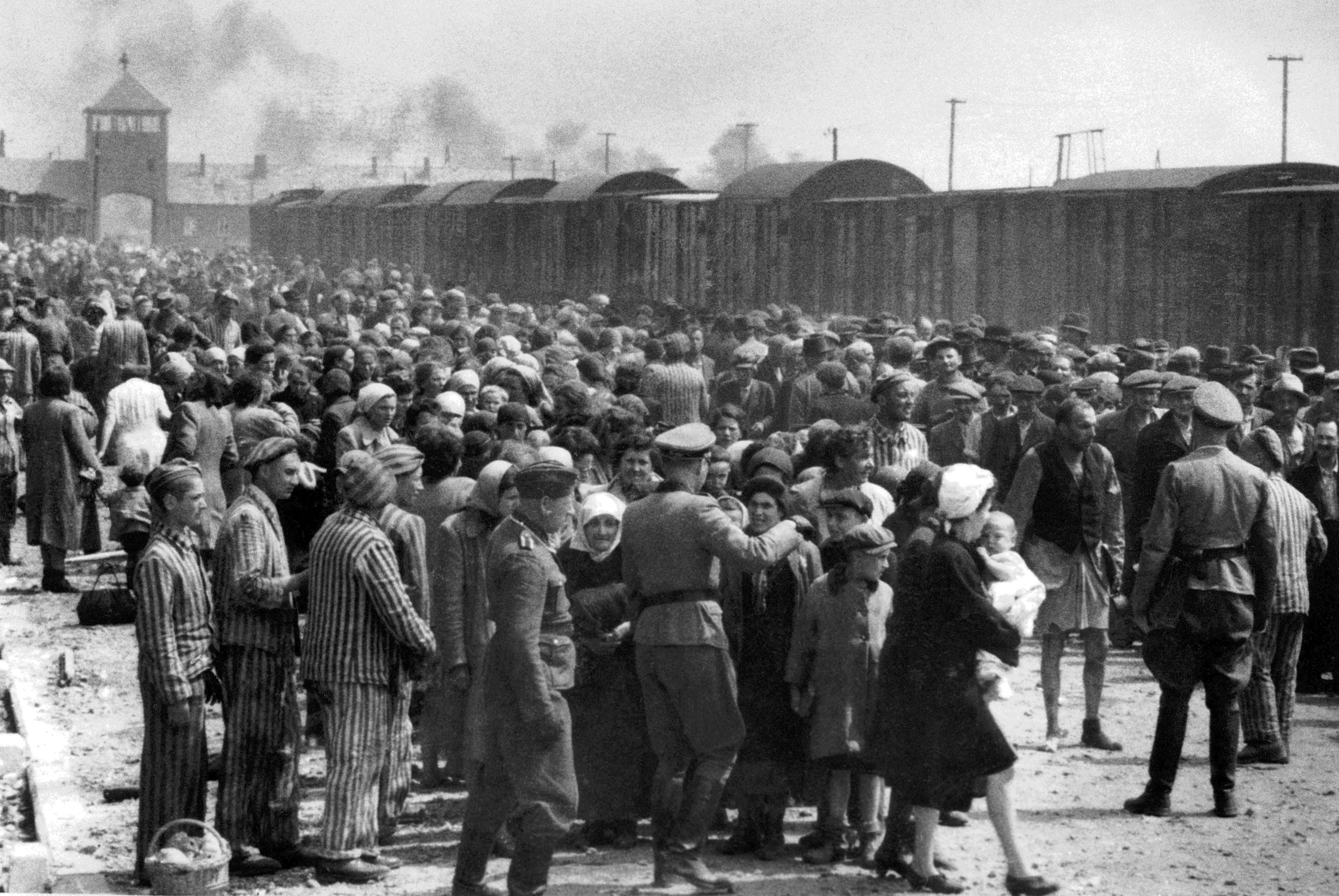
Un oficial SS durante un proceso de selección en Auschwitz

El historiador Hans Buchheim argumenta que no existió coerción para asesinar a los judíos y que todos los que cometieron tales acciones lo hicieron por voluntad propia ya que hasta mediados de 1942 la SS había sido una organización estrictamente voluntaria y que cualquier persona que se uniera a ella tras la toma del poder por los nazis, sabía o al menos sospechaba que se estaba uniendo a una organización que estaría involucrada en atrocidades de todo tipo. Esta idea se apoya en la ausencia de registros sobre oficiales de la Schutzstaffel que se negasen a acatar órdenes de exterminio: «lo hicieron voluntariamente y recibieron premios por ello».
El modo de exterminio utilizado inicialmente fue el del gaseado en vehículos modificados a tal fin o el del pelotón de ejecución, pero estos métodos se revelaron impracticables para una operación a gran escala del plan nazi y además producían un gran impacto moral en la tropa, del que fue testigo en primera persona el propio Himmler durante una ejecución en Minsk en agosto de 1941, por lo que se decidió buscar formas alternativas de cumplir el mandato. Durante la primavera de 1942 se realizaron obras de ampliación del campo de concentración de Auschwitz, que lo convertirían en un campo de exterminio con la adición de cámaras de gas donde las víctimas fueron asesinadas utilizando el pesticida Zyklon B.
Al finalizar la guerra al menos once millones de personas, incluyendo de 5.5 a 6 millones de judíos y entre 200 000 y 1 500 000 de gitanos, había sido asesinados con la colaboración de las potencias del eje y los gobiernos títere de los países ocupados.

## Posguerra

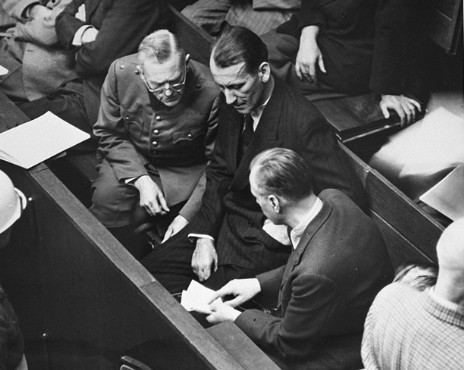
Ernst Kaltenbrunner, Wilhelm Keitel y Alfred Rosenberg durante el juicio de Nuremberg

El 23 de mayo de 1945, Himmler, responsable tanto de la doctrina de la SS como de la del propio Estado nazi, se suicidó tras ser capturado por los aliados. El jefe de la Oficina Central de Seguridad del Reich (RSHA), Ernst Kaltenbrunner, fue capturado en los Alpes Bávaros y juzgado posteriormente en el Tribunal de Nuremberg junto con Hermann Göring, Joachim von Ribbentrop, Alfred Rosenberg y Hans Frank, entre otros. Kaltenbrunner fue condenado por delitos contra la humanidad y ejecutado el 16 de octubre de 1946.
También se juzgó a otros intelectuales y médicos de la SS, entre los que se hallaban los de la organización Ahnenerbe, por haber realizado experimentos médicos con prisioneros de los campos de concentración. Durante los interrogatorios tras su captura, muchos de estos médicos confesaron que el juramento de lealtad a Hitler y al régimen nazi había sustituido a su juramento hipocrático e intentaron justificar sus acciones a través de la excusa pseudocientífica de que actuaban simplemente como instrumentos del pueblo alemán en pos de la «higiene racial». Estrategias similares fueron utilizadas con frecuencia por exmiembros de la SS durante los juicios de posguerra, tanto para legitimar sus acciones como para diluir su responsabilidad personal como parte de la cadena de mando y la obediencia debida a sus superiores.
Dado el impacto que la ideología nazi tuvo en el continente europeo, las potencias aliadas decidieron la desmilitarización de Alemania y su división en cuatro zonas de ocupación. Asimismo emprendieron un proceso de desnazificación (Entnazifizierung) con el que se pretendía purgar a los alemanes de ideología nazi que habían impulsado el Holocausto y la guerra en Europa. Sorprendentemente muchos miembros de la SS, entre los que se hallaban algunos de alto rango, afrontaron este proceso con poco más que un stint en un breve periodo en un campo de prisioneros, una corta audiencia de desnazificación y fueron tratados, en general, con una indulgencia notable.